# Låkkekjauratj
Låkkekjauratj är en sjö i Jokkmokks kommun i Lappland och ingår i Luleälvens huvudavrinningsområde. Sjön har en area på 0,0793 kvadratkilometer och ligger 504,5 meter över havet. Låkkekjauratj ligger i Ultevis fjällurskog Natura 2000-område.

## Delavrinningsområde
Låkkekjauratj ingår i det delavrinningsområde (743478-165481) som SMHI kallar för Ovan Pieturajåkkå. Medelhöjden är 568 meter över havet och ytan är 48,76 kvadratkilometer. Det finns inga avrinningsområden uppströms utan avrinningsområdet är högsta punkten. Kieptijåkkå som avvattnar avrinningsområdet har biflödesordning 4, vilket innebär att vattnet flödar genom totalt 4 vattendrag innan det når havet efter 256 kilometer. Avrinningsområdet består mestadels av skog (68 procent) och sankmarker (23 procent). Avrinningsområdet har 0,08 kvadratkilometer vattenytor vilket ger det en sjöprocent på 0,2 procent.